# GMHC
O GMHC (anteriormente Gay Men's Health Crisis ) é uma organização sem fins lucrativos, apoiada por voluntários e baseada na comunidade, com sede na cidade de Nova Iorque , cuja missão é "acabar com a epidemia de SIDA e melhorar a vida de todos os afetados".

## História

### Década de 1980
No inicio da década de 1980, começaram a surgir relatórios em São Francisco e na cidade de Nova Iorque sobre uma forma rara de cancro chamada sarcoma de Kaposi estava a afetar jovens gays. Os Centros de Controle de Doenças declararam que a nova doença era uma epidemia. Em janeiro de 1982, oitenta homens reuniram-se no apartamento nova-iorquino do escritor Larry Kramer para discutir a questão do "cancro gay " e angariar dinheiro para investigação e tratamento. Desta reunião nasceu o Gay Men's Health Crisis. que deve o seu nome à crença inicial de que a nova doença afetava apenas os gays.
Os fundadores foram Nathan Fain, Larry Kramer, Lawrence D. Mass, Paul Popham, Paul Rapoport e Edmund White. A organização sem fins lucrativos foi constituída a 30 de junho de 1982. Paul Popham foi escolhido como presidente.
Rodger McFarlane iniciou uma linha telefónica direta, utilizando o seu telefone pessoal na sua casa. Esta linha de ajuda acabou por se tornar uma das ferramentas mais eficazes da organização para partilhar informações sobre a SIDA. McFarlane seria nomeado diretor do GMHC em 1982, ajudando a criar uma estrutura mais formal para a nova organização, que não tinha dinheiro nem escritórios quando ele assumiu o cargo. O GMHC funcionou inicialmente nalgumas salas de uma pensão em Chelsea, propriedade de Mel Cheren, da West End Records.
Larry Kramer escreveu que quando McFarlane morreu, em maio de 2009, "o GMHC era basicamente igual ao que ele organizara: ajuda e aconselhamento, assistência jurídica, voluntários, o sistema de camaradagem, assistentes sociais", no âmbito de uma organização que apoia mais de 15.000 pessoas afetadas pelo HIV e pela SIDA. Numa entrevista ao The New York Times, depois da morte de McFarlane, Kramer contou como "Rodger, quase sozinho, motivou um grupo desorganizado e combalido de homens realmente assustados, e na sua maioria muito jovens, e encontrou um escritório e organizou todos os programas de ajuda".
Kramer deixou a organização em 1983, devido a divergências profundas com os outros fundadores em relação aos métodos de ação. Desse momento em diante, os seus comentários públicos e a sua postura em relação ao GMHC foram negativos, senão hostis. A peça de Kramer, The Normal Heart, é um roman à clef do seu envolvimento com a organização.
Em 30 de abril de 1983, o GMHC patrocinou o primeiro grande evento de angariação de fundos para a luta contra a SIDA - um espectáculo de beneficência dos Ringling Bros. e dos Barnum & Bailey Circus.
Em 1984, os Centros de Controle de Doenças (CDC) americanos solicitaram a assistência do GMHC na organização de conferências sobre a SIDA. Nesse mesmo ano, foi identificado o vírus da imunodeficiência humana, causado da SIDA, pelos investigadores franceses Françoise Barré-Sinoussi e Luc Montagnier. Dois anos depois da sua fundação, o GMHC já estava a ajudar homens e mulheres heterossexuais (ver Dennis Levy ), hemofílicos, consumidores de drogas intravenosas e crianças.
Gay Men's Health Crisis recebeu ampla cobertura no livro de Randy Shilts, de 1987, And the Band Played On. O livro descreve o progresso da pandemia, culpando o governo, especialmente a administração Reagan e a secretária de Saúde Margaret Heckler, por não terem respondido adequadamente, e elogia o GMHC pelo seu trabalho. Shilts era um homem gay que mais tarde morreu de SIDA.

### Década de 1990
Em 1997, a organização mudou-se para o edifício Tisch, de nove andares, na 119 West 24 Street, no bairro de Chelsea. O prédio foi renovado com um orçamento $12,5 milhões de dólares, e recebeu o nome em honra de Preston Robert Tisch e Joan Tisch, o casal que doou $3,5 milhões para o projeto de renovação. Joan faz parte do conselho de diretores do GMHC.
Na década de 1990, um evento de angariação de fundos na praia, em Fire Island, Nova Iorque, transformou-se numa enorme festa de dança e ficou associada a sexo inseguro e uso de drogas recreativas. O GMHC deixou de organizar este evento depois de, em 1998, um homem ter morrido em Fire Island com uma overdose de ácido (GHB) na noite anterior à festa e de 21 foliões terem sido presos por posse de drogas.

### Anos 2000
O GMHC recebeu várias doações da Carnegie Corporation, uma organização que apoiou mais de 550 instituições artísticas e sociais da cidade de Nova Iorque desde seu a sua fundação em 2002.
O Gay Men's Health Crisis mudou-se para uma nova sede com 10.000 m2, um espaço que foi redesenhado e renovado na 446 West 33rd Street, em Manhattan. O GMHC expandiu os seus serviços para abranger mais de 100.000 nova-iorquinos afetados pelo HIV/SIDA. Entre esses serviços contam-se educação em saúde e nutrição, apoio jurídico, apoio habitacional e em saúde mental, treino vocacional e gestão de casos. Uma cozinha nova de última geração e uma sala de jantar maior, permitem servir refeições quentes gratuitas a mais pessoas. O Programa de Entrega de Alimentos Keith Haring aumentará a capacidade para fornecer sacos com alimentos e aconselhamento nutricional a mais pessoas necessitadas.